# Кирипвисъюган
Кирипвисъюган (Кирип-Вис-Юган) — река в России, протекает по Белоярскому району Ханты-Мансийского АО. Устье реки находится в 25 км по правому берегу реки Амня. Длина реки составляет 22 км. Берёт начало от слияния стоков двух озёр — Ун-Кирипвислор (правый водоток, находится севернее) и Ай-Кирипвислор (левый водоток, находится южнее).
Протекает через озеро Кирипвислор. Вблизи него, на левом берегу, находятся развалины Кирипвискурт. В верхней части течения (за озером Кирипвислор) находятся охотничьи дома, связанные зимником с ныне нежилым поселением Хуллор.

## Данные водного реестра
По данным государственного водного реестра России, относится к Нижнеобскому бассейновому округу, водохозяйственный участок реки — Обь от впадения Иртыша до впадения реки Северная Сосьва, речной подбассейн реки — бассейны притока Оби от Иртыша до впадения Северной Сосьвы. Речной бассейн реки — (Нижняя) Обь от впадения Иртыша.
Код объекта в государственном водном реестре — 15020100112115300021620.

## Топографические карты
- Лист карты P-42-I,II Белоярский. Масштаб: 1 : 200 000. Указать дату выпуска/состояния местности.